# Jared Moore
Jared Moore (Santa Ana, 24 ottobre 1989) è un pallavolista statunitense.
Gioca nel ruolo di centrale.

## Carriera
La carriera di Jared Moore inizia a livello scolastico, nella formazione della Santiago High School. Terminate le scuole superiori gioca a livello universitario, prendendo parte alla Division I NCAA con la California State University, Northridge: dopo avere saltato la stagione 2009 nella stagione seguente raggiunge il miglior risultato della sua carriera universitaria, qualificandosi alla Final Four, dove però esce di scena alle semifinali.
Nella stagione 2013-14 inizia la carriera professionistica nella Volley League greca con il Panathinaikos, restando nel medesimo campionato anche nella stagione successiva, vestendo questa volta la maglia del PAOK, che tuttavia lascia nel gennaio del 2015.